# Joris Vercammen
Joris August Odilius Ludovicus Vercammen (Lier, 14 oktober 1952) is een Belgisch geestelijke en een aartsbisschop van de Oudkatholieke Kerk, werkzaam in Nederland.

## Loopbaan
Vercammen was van 2000 tot 2020 aartsbisschop van het aartsbisdom Utrecht en als zodanig de voorzitter van de Unie van Utrecht, het internationale verband van Oudkatholieke kerken in de wereld. Dit zijn kleine gemeenschappen, verspreid over Nederland, België, Duitsland, Oostenrijk, Zwitserland en Polen.
Vercammen werd in 1979 priester gewijd voor het rooms-katholieke bisdom Antwerpen, waar hij zijn pastorale arbeid vooral op de begeleiding van jongeren richtte.
In 1988 stapte hij over naar de Oudkatholieke Kerk van Nederland. Zelf zei hij in een interview dat het celibaat en het kerkelijk gezag dat hem tot de keuze voor het celibaat dwong hierbij een grote rol hebben gespeeld. Priester én gehuwd zijn, in de Oudkatholieke Kerk, in de Nederlandse diaspora, bood een uitkomst al was het een enorm verschil met zijn Vlaamse volkskerk. In 1989 werd hij als assisterend priester in Rotterdam aangesteld en sinds 1989 als pastoor van de parochie te Eindhoven.
In 1996 werd hij docent en rector van het oudkatholiek Seminarie te Utrecht, waar hij praktische theologie doceert. Het jaar daarop promoveerde hij aan de Universiteit Utrecht op het onderwerp kerkopbouw.
In 2000 werd hij tot aartsbisschop van Utrecht gekozen, de 83e bisschop van Utrecht volgens de oudkatholieke telling. Zijn bisschopswijding vond plaats op 1 juli in de Domkerk in Utrecht. Als wapenspreuk koos hij de tekst van Johannes 10,10 Ut vitam abundantius habeant (Opdat zij leven hebben in overvloed), net als het jaar ervoor toevallig de (rooms-katholieke) hulpbisschop van Roermond Everard de Jong had gedaan.
Opvallend afwezige in de Dom was zijn rooms-katholieke collega kardinaal Simonis, die zo te kennen gaf dat hij de bisschopswijding van een voormalig r.k. priester in een 'schismatieke' kerk niet goedkeurde. Beide aartsbisschoppen onderhielden daarna goede relaties.
Vercammen werd in 2006 gekozen in het Centraal Comité van de Wereldraad van Kerken. Op 11 januari 2020 is Vercammen teruggetreden als aartsbisschop. Hij werd opgevolgd door Bernd Wallet.

## Privé
Joris Vercammen is gehuwd en heeft drie kinderen.